# José Antonio Zavala y Delgadillo
José Antonio Zavala y Delgadillo (Asunción del Paraguay, 18 de septiembre de 1749-ibíd. 15 de marzo de 1815) fue un militar paraguayo de las primeras etapas de la independencia de su país.

## Biografía
Hijo del guipuzcoano Juan Antonio de Zavala y Arregui y de la criolla Lorenza Delgadillo y Garay. Sirvió como capitán en 1772, casándose en Buenos Aires con la porteña María Josefa Rodríguez de la Peña Funes tres años después, con quien tuvo cinco hijos y una hija. En 1789 es ascendido a comandante de dragones. Tres años más tarde dirige una expedición contra las incursiones portuguesas en El Chaco, fundando el Fuerte Borbón. Por su exitosa actuación fue elevado a teniente coronel y quedó como comandante en jefe del regimiento de Milicias de Dragones en 1795. Ocho años después es integrado al 2o. regimiento de Voluntarios de Caballería del Alto Paraguay. Jefe de la expedición de Bernardo de Velasco contra Corrientes en 1810, alcalde de 2o. voto de Asunción y candidato a diputado por Paraguay en las Cortes de Cádiz. El 16 de septiembre de 1811 fue arrestado con varios familiares acusado de colaborar con los realistas. Liberado el 9 de marzo de 1812 tras pagar una fuerte multa. Gaspar Rodríguez de Francia no se fiaba de él y sus vínculos con la élite porteña, fue vigilado constantemente por el dictador hasta el final de sus días. Amigo personal de Félix de Azara.